# Leandie du Randt
Leandie du Randt (* 28. Juli 1988) ist eine südafrikanische Schauspielerin.

## Leben
2009 erhielt du Randt ihren BCom Industrial Psychology an der Universität Johannesburg. Ein Jahr später folgte der Honours Degree in Arbeitspsychologie. Seit 2011 ist sie als praktizierende Psychometrikerin registriert. 2009 debütierte sie in der Fernsehserie Getroud met rugby. Seitdem folgten weitere Besetzung überwiegend in nationalen Filmen oder Fernsehserien. Von 2015 bis 2016 war sie in insgesamt zehn Episoden der Fernsehserie Binnelanders in der Rolle der Ivanka Gouws zu sehen. 2017 hatte sie eine der Hauptrollen in dem Fernsehfilm Empire of the Sharks inne.
Sie war von 2015 bis 2019 mit dem Schauspieler Bouwer Bosch verheiratet. Neben Englisch spricht sie auch fließend Afrikaans.

## Filmografie (Auswahl)
- 2009: Getroud met rugby (Fernsehserie)
- 2010: Henley-on-Klip
- 2010: Egoli: Afrikaners is Plesierig
- 2010: Susanna van Biljon
- 2012: Semi-Soet
- 2012: Drukkersbloed
- 2013: Klein Karoo
- 2013: Moeggeploeg (Fernsehserie)
- 2013: Verlep (Kurzfilm)
- 2014: Die Windpomp
- 2014: Ek Joke Net 2
- 2014: Born to Win
- 2014: Vuil Wasgoed (Kurzfilm)
- 2014: Hollywood in my Huis
- 2015: Vlug na Egipte (Fernsehserie)
- 2015: Mooirivier
- 2015: Terug na Egipte (Fernsehserie)
- 2015: Strikdas
- 2015: Sink
- 2015–2016: Binnelanders (Fernsehserie, 10 Episoden)
- 2017: Jagveld
- 2017: Empire of the Sharks (Fernsehfilm)
- 2017: Vuil Wasgoed
- 2018: Thys & Trix
- 2019: Desember (Fernsehfilm)
- 2019: Bottervisse in die jêm (Fernsehfilm)
- 2019: Oorlewing: C-Blok (Fernsehfilm)
- 2019: Gebles (Kurzfilm)
- 2020: The Last Days of American Crime
- 2020: Meisies Wat Fluit (Fernsehfilm)
- 2021: Klein Karoo 2
- 2022: Meet the OnePlus Buds Z2
- 2022: Ken Jy My Nou (Fernsehfilm)
- 2022–2023: Donkerbos (Miniserie, 6 Episoden)
- 2023: Die Groot Dag (Fernsehfilm)
- 2023: Hartklop (Fernsehserie, 13 Episoden)
- 2023: Taktiek (Miniserie, Episode 1x04)
- 2023–2024: Straat (Fernsehserie, 13 Episoden)
- 2024: Som van Twee